# Raurici
I Raurici (o Rauraci) furono un piccolo popolo celtico che confinava con gli Elvezi e i Sequani e che era stanziato presso Basilea. Fu proprio nel loro territorio che nel 43 a.C. Lucio Munazio Planco dedusse la colonia di Augusta Raurica, popolo che nel 52 a.C. fece parte, con gli Elvezi, dei popoli ribelli al proconsole Gaio Giulio Cesare.